# Anquesempepi I
Anquesempepi (Ꜥḫ n=s ppj) ou Anquenesmeriré I foi uma rainha consorte durante a VI dinastia egípcia do Reino Antigo do Egito.

## Biografia
Anquesempepi era filha da vizir Nebete e de seu marido Cui, nomarca de Abidos. A irmã de Anquesempepi era Anquesempepi II, e seu irmão era o vizir Djau.
Ambas as irmãs - Anquesempepi I e II - eram casadas com o faraó Pepi I cujo nome de trono era Meriré; o nome delas provavelmente foi adotado quando o casamento aconteceu, pois significa "A vida dela pertence a Pepi/Meriré". Ambas as rainhas deram à luz sucessores de Pepi: o filho de Anquesempepi I foi Merenrê Nentiensafe I, que governou apenas por alguns anos; o filho de Anquesempepi II foi Pepi II, que sucedeu após a morte de Nentiensafe.
Ela é mencionada junto com sua irmã na estela de seu irmão em Abidos, também, em sua pirâmide, em uma inscrição agora em Berlim, e em um decreto em Abidos.
Seus títulos eram: Esposa do Rei, Mãe do Rei, Grande do Cetro.